# Старое Раменье (Костромская область)
Старое Раменье — деревня в Павинском районе Костромской области. Входит в состав Петропавловского сельского поселения

## География
Находится в северо-восточной части Костромской области на расстоянии приблизительно 6 км на восток по прямой от села Павино, административного центра района.

## История
В XIX веке деревня Раменье находилась на территории Никольского уезда Вологодской губернии. В 1859 году здесь было учтено 2 двора. Дата разделения деревни на Старое и Новое Раменье пока неизвестна.

## Население
Численность постоянного населения составляла 8 человек (1859), 35 в 2002 году (русские 97 %), 13 в 2022.